# Красный Колядин
Кра́сный Коля́дин (укр. Красний Коляди́н) — село в Талалаевском районе Черниговской области Украины. Население — 1 039 человек. Занимает площадь 0,334 км².
Код КОАТУУ: 7425382001. Почтовый индекс: 17210. Телефонный код: +380 4634.

## История
Красный Колядин — село в Черниговской области. Близ села, на мысу лев. коренного бер. р. Ромен, при впадении в него реки Краснянка (Красный Мыс), городище, состоящее из трёх укрепленных частей. Поселение вытянуто по оси С.-Ю. Первая часть (Гуляй Городок) размерами 150 × 40 м занимает стрелку мыса. С Ю заметны следы вала и рва. Сев. расположена II часть — замок, имеющая форму неправильного четырехугольника (140 x 40 x 60 м) и окруженная по периметру валом (высотой З м). Еще сев., за оврагом, находится третья часть — Большая Крепость (250 x 150 м), обнесённая крутым валом, двойным с востока и запада. Культурный слой содержит отложения IX—X вв., древнерусского (XI—XIII вв.) и более позднего времени. Памятник сильно нарушен поздними перестройками. С конца XIX в. городище у Красного Колядина отождествляется большинством исследователей с древнерусским Глеблем, впервые упомянутым в летописи под 1147 г. По мнению Ю. Ю. Моргунова, расположенный здесь город назывался Красн.
Среди уроженцев деревни бытует мнение, что в названии села отражён, якобы, некий воевода по имени Коля́да (укр. Коляда́), который был известен в округе своим безудержным нравом, за что местные прозвали его Кровавым (Красным).

## Известные уроженцы
В селе родился доктор педагогических наук, профессор М. И. Бурда.

## Власть
Орган местного самоуправления — Красноколядинский сельский совет. Почтовый адрес: 17210, Черниговская обл., Талалаевский р-н, с. Красный Колядин, ул. 30-летия Победы, 15.